# 斜翼属
斜翼属（学名：Plagiopteron）卫矛科翅子藤亚科的一属，目前确认只有一种，生长在泰国、缅甸和中国云南亚热带地区，藤本，叶对生。
1981年的克朗奎斯特分类法将斜翼属列入锦葵目椴树科，1998年根据基因亲缘关系分类的APG 分类法将其单独分出一个科，但认为无法列入任何一个目，属于系属不清的科，2003年经过修订的APG II 分类法不承认有这个科，将本属划入卫矛科。基于质体基因组和核基因组的系统发育研究支持将其归入卫矛科翅子藤亚科，与扁蒴藤属（Pristimera）和息风藤属（Simicratea）的分支构成姐妹类群。